# Heinz Preiss
Heinz Preiss (* 23. Dezember 1942 in Linz) ist ein österreichischer Musikpädagoge, Mitbegründer des oberösterreichischen Musikschulwerkes und Lokalpolitiker in Kremsmünster.
Von 1980 bis 1991 war er Präsident und von 1991 bis 1995 Vizepräsident der Europäischen Musikschulunion. 1977 übernahm er die Leitung des von im initiierten Oberösterreichischen Landesmusikschulwerkes und ab 1990 war er der erste Landesmusikschuldirektor in der neu geschaffenen Landesmusikschuldirektion. Ab 1977 fungierte er als geschäftsführender Vorsitzender der Konferenz der österreichischen Musikschulwerke.

## Leben und Wirken
Preiss wuchs in Leonstein und in Ried im Innkreis auf und wohnt seit 1962 in Kremsmünster, wo er 1966 als 24-Jähriger neben seinem Musikstudium am Brucknerkonservatorium (Klavier, Opernschule, Orchester und Kirchenmusik) die Leitung der örtlichen Musikschule übernahm. Er ist seit 1968 mit Rotraud verheiratet und Vater dreier Kinder. Im Jahr 2000 trat er seine Alterspension an.
Basierend auf Überlegungen und Konzeptionen von Heinz Preiss, die von der Landespolitik unter dem damaligen Kulturlandesrat und späteren Landeshauptmann Josef Ratzenböck aufgegriffen wurden, kam es nach umfangreichen Vorbereitungen ab 1973 im Jahr 1977 zur Gründung des Oberösterreichischen Landesmusikschulwerkes. In der Folge wurden in zahlreichen Orten Oberösterreichs Landesmusikschulen errichtet. Deren Anzahl erhöhte sich von 34 im Jahr 1977 auf 152 im Jahr 2008.
In seiner Funktion als Landesmusikschuldirektor war er 1989 an der Gründung der Internationalen Musikfachmesse in Ried im Innkreis, 1990 an der Schaffung der Fortbildungsakademie des Landesmusikschulwerkes im Schloss Weinberg und 1996 an der Begründung des Musikinstrumentenmuseum Schloss Kremsegg maßgeblich beteiligt. Auf lokaler Ebene war er zwölf Jahre lang Kulturreferent von Kremsmünster und Geschäftsführer des Kulturforums Kremstal-Pyhrn.

## Auszeichnungen
Anfang 2013 wurde er mit der Kulturmedaille des Landes Oberösterreich geehrt.